# Phạm Văn Xô
Phạm Văn Xô (1910-2005) là một trong 13 người tham dự Đại hội lần thứ I của Đảng Cộng sản Đông Dương họp tại Macao năm 1935 và được bầu ủy viên trung ương chính thức. Năm 2004, ông được Nhà nước Cộng hòa Xã hội Chủ nghĩa Việt Nam trao tặng Huân chương Sao Vàng.

Ông Phạm Văn Xô tại lễ khởi công công trình tưởng niệm các Liệt sĩ Ban Kinh tài R tại Tây Ninh ngày 20 tháng 12 năm 1997

## Thuở thiếu thời cơ cực
Ông tên thật Trần Văn Đạt, sinh năm 1910 ở thôn Phú Cốc (nay thuộc xã Minh Thuận), huyện Vụ Bản, tỉnh Nam Định, trong một gia đình nông dân nghèo. Mồ côi cha từ lúc chưa tròn 1 tuổi, ông phải cùng mẹ lưu lạc xa quê để kiếm ăn. Khi ông bắt đầu khôn lớn, ông được nhận vào một gia đình khá giả để làm người ở. Tuy nhiên, cuộc sống của ông cũng không khá hơn được bao nhiêu.
Năm 1923, ông trốn nhà chủ ra thị xã Nam Định để làm công nhân với ước mong "có đủ cơm để không bị đói đến run người". Tuy nhiên, chỉ sau một thời gian ngắn, ông bị mất việc và phải lưu lạc khắp nơi để kiếm sống: làm phu ở mỏ Đầm Hồng (Tuyên Quang), trốn về Hà Nội sống lang thang, rồi quay lại Hải Phòng làm mỏ than, trở ra Hà Nội học may, rồi lại lưu lạc dần vào Sài Gòn.

## Bước vào con đường làm cách mạng
Trong thời gian lưu lạc ở Sài Gòn, ông học nghề đóng giày và chịu ảnh hưởng của một đảng viên Cộng sản là Lê Văn Lương và bắt đầu tham gia hoạt động từ năm 1930 với ý nghĩ: "Chỉ có con đường đi theo cách mạng mới thay đổi được cuộc đời khổ nhục của dân mình". Năm 1931, ông được ông Lê Văn Lương giới thiệu và kết nạp vào Đảng Cộng sản Đông Dương.
Sau khi vào Đảng, ông được giao nhiệm vụ gây quỹ hoạt động cho Đảng. Ông từng đi bán bánh mì để lấy tiền góp vào quỹ. Tính tình trung hậu, nên ông được cử làm đại biểu tham dự và là một trong 13 đại biểu dự Đại hội Đảng lần thứ nhất ở Macau và được bầu vào Trung ương Đảng.
Theo sự phân công của tổ chức, ông đi khắp nơi để xây dựng cơ sở hoạt động, từ Lào sang Thái Lan, Campuchia. Phần nào do hoạt động của ông khá lặng lẽ, thiên về gây quỹ và cơ sở, phần không ở trong nước, nên ông thoát khỏi những đợt cao điểm truy bắt của chính quyền thực dân Pháp.

## Hoạt động ở Hải ngoại
Từ năm 1935 đến 1945, ông giữ chức bí thư Tỉnh ủy Vientiane, rồi bí thư Xứ ủy Lào.
Năm 1945 đến 1946, ông giữ chức ủy viên thường vụ Đặc ủy Đảng bộ Việt kiều và tham gia tổ chức các Chi đội Hải ngoại về Việt Nam chiến đấu chống quân Pháp tái chiếm Đông Dương.
Từ năm 1947 đến năm 1954, ông giữ các chức vụ bí thư Đảng bộ Tây Bắc Cao Miên, phó bí thư toàn Miên.

## Tham gia xây dựng Nghị quyết 15
Năm 1954, theo chỉ thị của tổ chức, ông trở về Việt Nam nhưng không tập kết ra Bắc, mà bí mật ở lại miền Nam hoạt động với chức vụ thường vụ Xứ ủy Nam bộ. Cũng như nhiều Xứ ủy viên khác, ông nhiều lần vào Sài Gòn hoạt động bí mật. Trong thời gian này, ông lấy bí danh là Trần Văn Tư hay Tư Thường.
Đến cuối năm 1956, nhận thấy tình hình thực hiện Hiệp định đình chiến năm 1954 không thuận lợi, phong trào bị đàn áp, nhiều Xứ ủy viên bị bắt tại thành phố, Lê Duẩn quyết định dời Xứ ủy Nam bộ ra khỏi Sài Gòn, ông cùng toàn bộ cơ quan Xứ ủy Nam bộ tạm thời sang đóng tại Nam Vang. Cũng từ đó, ông đổi sang bí danh Phạm Văn Xô hay Hai Xô. Bí danh này trở thành tên gọi của ông cho đến tận cuối đời.
Năm 1959, ông cùng với ông Phan Văn Đáng ra Bắc tham dự Hội nghị Trung ương Đảng lần thứ 15 Khoá II vào ngày 13 tháng 1 năm 1959 tại Hà Nội. Tại đây, 2 ông cùng với Lê Duẩn báo cáo tình hình cách mạng miền Nam và có tác động mạnh mẽ để Trung ương thông qua Đề cương cách mạng miền Nam do Lê Duẩn viết và Nghị quyết 15 chuyển hình thức đấu tranh chính trị đơn thuần sang kết hợp đấu tranh vũ trang. Tại Đại hội đại biểu toàn quốc lần thứ III (từ 5 đến 10 tháng 9 năm 1960), ông được bầu vào Ban chấp hành Trung ương.

## Phụ trách kinh tài Trung ương Cục miền Nam
Hội nghị lần thứ 3 Ban Chấp hành Trung ương Đảng khóa III Đảng Lao động Việt Nam, họp ngày 23 tháng 1 năm 1961 đã quyết định giải thể Xứ ủy Nam Bộ và thành lập Trung ương Cục miền Nam, là một bộ phận của Trung ương Đảng Lao động Việt Nam tại chiến trường miền Nam Việt Nam, có nhiệm vụ "...căn cứ vào nghị quyết của Đại hội Đảng toàn quốc và các nghị quyết, chỉ thị của Trung ương và Bộ Chính trị về cách mạng miền Nam mà đề ra chủ trương, chính sách, phương châm, kế hoạch công tác và chỉ đạo cụ thể ở miền Nam". Ông được phân công tham gia Trung ương Cục, giữ chức vụ ủy viên thường vụ rồi Phó bí thư, phụ trách về căn cứ và kinh tài, kiêm Trưởng ban Kiểm tra Trung ương Cục.
Với vai trò phụ trách về căn cứ, ông chủ trương đặt căn cứ tại chiến khu Dương Minh Châu (nay thuộc tỉnh Tây Ninh) thay cho Chiến khu Đ (nay thuộc tỉnh Bình Dương), nhằm tạo sự an toàn cho cơ quan. Với chủ trương này, tuy việc chỉ đạo có phần khó khăn, nhưng đã làm những nỗ lực tiêu diệt cơ quan này trở nên rất khó khăn đối với Mỹ và Việt Nam Cộng hòa. Đây cũng là một trong những lý do làm căng thẳng mối quan hệ giữa Việt Nam Cộng hòa và Vương quốc Campuchia trong suốt 10 năm từ 1961 đến 1970.
Với vai trò phụ trách về kinh tài, ông chịu trách nhiệm chỉ đạo hoạt động gây quỹ cũng như chỉ huy các hoạt động chuyển vận hàng hóa, vũ khí, tiền, vàng của Trung ương chi viện cho miền Nam. Đây chính là lý do ông được cơ quan tình báo đối phương đặt biệt danh là "Ông trùm kinh tài Việt Cộng".
Những hoạt động của ông đã góp phần rất lớn trong việc tổ chức và duy trì hoạt động chính trị và vũ trang của Trung ương Cục trong suốt thời gian tồn tại của nó. Nổi tiếng là một người liêm khiết, giản dị, trong suốt thời gian chiến tranh, hầu như không xảy ra trường hợp thất thoát nào ở bộ phận ông phụ trách, thậm chí còn giữ được bí mật tuyệt đối của đường dây.

## Người Cộng sản của thời bình và ngôi nhà 4.000 m²
Sau khi thống nhất đất nước, ông được phân công làm Ủy viên Ủy ban Kiểm tra Trung ương Đảng Cộng sản Việt Nam, giữ chức vụ Phó Chủ nhiệm Ủy ban trong một thời gian.
Năm 1981, ông về hưu và sống thầm lặng tại ngôi nhà được cấp ở đường Xô Viết Nghệ Tĩnh, phường 28, quận Bình Thạnh, Thành phố Hồ Chí Minh. Đây là một ngôi biệt thự ở khu Thanh Đa, Bình Quới, có khu vườn xung quanh, với tổng diện tích mặt bằng lên đến 4.000 m² của một quan chức cao cấp chế độ Việt Nam Cộng hòa bỏ lại và bị chính quyền mới trưng dụng.
Năm 1991, chính quyền Việt Nam có chủ trương hóa giá nhà cho các gia đình đang ở nhà nhà nước. Sau khi nhận ra giá trị thực của căn nhà sau khi hóa giá rất lớn, ông đã đề nghị trả lại nhà cho nhà nước. Hành động này đã làm xôn xao dư luận bấy giờ. Năm 2006, nhân kỷ niệm 20 năm đổi mới, Báo Tuổi Trẻ đã đăng loạt bài nói về sự kiện này, gây ảnh hưởng mạnh trong dư luận lần nữa, nhất là trong giai đoạn xảy ra tình trạng tham nhũng tràn lan của các quan chức nhà nước.
Ông qua đời ngày 17 tháng 8 năm 2005.
Ông đã được khen thưởng: Huân chương Sao Vàng (ngày 4 tháng 11 năm 2004), Huân chương Hồ Chí Minh, huy hiệu 70 năm tuổi Đảng và nhiều huân, huy chương khác.